# Monzabonsee
Monzabonsee je malé vysokohorské jezero v Lechtalských Alpách na území Rakouska. Nachází se v nadmořské výšce 2150 m na úbočí hory Rufikopf (2362 m n. m.)
Nejsnazší přístup k jezeru je lanovkou z městečka Lech na Rufikopf a odtud krátkou procházkou po značené cestě k jezeru.
Také je možné k jezeru vystoupat po horském turistickém chodníku z osady Zürs přes salaš Monzabon Alm s převýšením cca 400 m. Výstup trvá asi 2 hodiny.